# باتايسك
باتايسك (بالروسية: Батайск) هي إحدى مدن روسيا في الكيان الفدرالي الروسي روستوف أوبلاست.

## أعلام
- أليكسي دينيسينكو
- تاتيانا ليسينكو